# Olasz operaénekesek listája
Híres olasz operaénekesek:

## Szopránok
- Mariella Adani (Palanzano, n. 1932)
- Vera Amerighi Rutili (Navacchio, 1896 – Pisa, 1952)
- Elisabetta Barbato (Barletta, 1921 – Róma, 2014)
- Dina Barberini (Tabiano Terme, 1862 – Milánó, 1932)
- Antonio Maria Bernacchi (Bologna, 1685 – Bologna, 1756)
- Erminia Borghi-Mamo (Párizs, 1855 – Bologna, 1941)
- Carlo Broschi (Andria, 1705 – Bologna, 1782)
- Marianna Bulgarelli (Róma, 1684 – Róma, 1734)
- Margherita Carosio (Genova, 1908 – Genova, 2005)
- Carla Castellani (lirica) (Milánó, 1906 – 2005)
- Lina Cavalieri (Róma, 1875 – Firenze, 1944)
- Anita Cerquetti (Montecosaro, 1931 – Perugia, 2014))
- Maria Chiara (Oderzo, n. 1939)
- Francesca Cuzzoni (Parma, 1700 – Bologna, 1770)
- Toti Dal Monte (Mogliano Veneto, 1893 – Pieve di Soligo, 1975)
- Daniela Dessì (Genova, 1960 – 2016)
- Mariella Devia (Chiusavecchia, n. 1948)
- Giusy Devinu (Cagliari, 1960 – Cagliari, 2007)
- Miryam Ferretti (Castelfiorentino, 1916 – Castelfiorentino, 1998)
- Mirella Freni (Modena, n. 1935)
- Erminia Frezzolini (Orvieto, 1818 – Párizs, 1884)
- Cecilia Gasdia (Verona, n. 1960)
- Anna Guarini (Ferrara, 1563 – Ferrara, 1598)
- Luisa Maragliano (Genova, n. 1931)
- Ester Mazzoleni (Sebenico, 1883 – Palermo, 1982)
- Domenico Mustafà (Sellano, 1829 – Montefalco, 1912)
- Claudia Muzio (Pavia, 1889 – Róma, 1936)
- Magda Olivero (Saluzzo, 1910 – Milánó, 2014)
- Rosetta Pampanini (Milánó, 1896 – Corbola, 1973)
- Romilda Pantaleoni (Udine, 1847 – Milánó, 1917)
- Mirella Parutto (Pordenone, 1936)
- Adelina Patti (Madrid, 1843 – Craig-y-nos, 1919)
- Clara Petrella (Greco Milanese, 1918 – Milánó, 1987)
- Katia Ricciarelli (Rovigo, n. 1946)
- Alide Maria Salvetta (Sarche, 1941 – Trento, 1991)
- Graziella Sciutti (Torino, 1932 – Ginevra, 2001)
- Luciana Serra (Genova, 1946)
- Antonietta Stella (Perugia, 1929)
- Giuseppina Strepponi (Lodi, 1815 – Sant'Agata di Villanova sull'Arda, 1897)
- Renata Tebaldi (Pesaro, 1922 – San Marino, 2004)
- Giovanni Battista Velluti (Pausola, 1780 – Sambruson, 1861)

## Tenorok
- Daniele Barioni (Copparo, 1930 – 2022)
- Carlo Bergonzi (Vidalenzo, 1924 – Milánó, 2014)
- Andrea Bocelli (Lajatico, n. 1958)
- Alessandro Bonci (Cesena, 1870 – Rimini, 1940)
- Franco Bonisolli (Rovereto, 1937 – Monte-Carlo, 2003)
- Giuseppe Borgatti (Cento, 1871 – Reno di Leggiuno, 1950)
- Giuseppe Campora (Tortona, 1923 – Tortona, 2004)
- Luca Canonici (Montevarchi, n. 1960)
- Mario Carlin (Báta, 1915 – Lavagna, 1984)
- Enrico Caruso (Nápoly, 1873 – Nápoly, 1921)
- Franco Corelli (Ancona, 1921 – Milánó, 2003)
- Giulio Crimi (Paternò, 1885 – Róma, 1939)
- Fernando De Lucia (Nápoly, 1860 – Nápoly, 1925)
- Mario Del Monaco (Firenze, 1915 – Mestre, 1982)
- Giuseppe Di Stefano (Motta Sant'Anastasia, 1921 – Santa Maria Hoè, 2008)
- Arturo Ferrara (Francavilla di Sicilia, 1900 – Giardini-Naxos, 1983)
- Gino Fratesi (Campi Bisenzio, 1906 – 1993)
- Maurizio Frusoni (Firenze, 1941 – Trevignano Romano, 2000)
- Beniamino Gigli (Recanati, 1890 – Róma, 1957)
- Giacomo Lauri-Volpi (Lanuvio, 1892 – Valencia, 1979)
- Mario Malagnini (Salò, n. 1958)
- Giovanni Martinelli (Montagnana, 1885 – New York, 1969)
- Nino Martini (Verona, 1902 – Verona, 1976)
- Nicola Martinucci (Taranto, n. 1941)
- Galliano Masini (Livorno, 1896 – Livorno, 1986)
- William Matteuzzi (Bologna, n. 1957)
- Luciano Pavarotti (Modena, 1935 – Modena, 2007)
- Aureliano Pertile (Montagnana, 1885 – Milánó, 1952)
- Giovanni Battista Rubini (Romano di Lombardia, 1794 – Romano di Lombardia, 1854)
- Alessandro Safina (Siena, n. 1968)
- Antonio Savastano (Róma, 1948 – Raito, 1991)
- Piero Schiavazzi (Cagliari, 1875 – Róma, 1949)
- Tito Schipa (Lecce, 1888 – New York, 1965)
- Gino Sinimberghi (Róma, 1913 – Róma, 1996)
- Giovanni Zenatello (Verona, 1876 – New York, 1949)

## Mezzoszopránok
- Fedora Barbieri (Trieszt, 1920 – Firenze, 2003)
- Cecilia Bartoli (Róma, n. 1966)
- Faustina Bordoni (Velence, 1697 – Velence, 1781)
- Adelaide Borghi-Mamo (Bologna, 1829 – Bologna, 1901)
- Fiorenza Cossotto (Vicenza, n. 1935)
- Cloe Elmo (Lecce, 1910 – Ankara, 1962)
- Jolanda Gardino (Sampierdarena, 1919 – Genova, 2003)
- Anna Girò (Mantova, 1710 – 1747)
- Giuseppina Pasqua (Perugia, 1852 – Budrio, 1934)
- Giuditta Pasta (Saronno, 1797 – Blevio, 1865)
- Giulietta Simionato (Forlì, 1910 – Róma, 2010)
- Ebe Stignani (Nápoly, 1904 – Imola, 1974)
- Pia Tassinari (Modigliana, 1909 – Faenza, 1995)
- Lucia Valentini (Padova, 1941 – Seattle, 1998)

## Baritonok
- Gottardo Aldighieri (Lazise, 1824 – Verona, 1906)
- Mario Ancona (Livorno, 1860 – Firenze, 1931)
- Emilio Barbieri (Mezzana, 1848 – Pisa, 1899)
- Mario Basiola (Annicco, 1892 – Annicco, 1965)
- Ettore Bastianini (Siena, 1922 – Sirmione, 1967)
- Mattia Battistini (Contigliano, 1856 – Colle Baccaro, 1928)
- Oreste Benedetti (Pisa, 1872 – Novara, 1917)
- Emilio Bione (La Spezia, 1882 – 1957)
- Renato Bruson (Granze, n. 1936)
- Piero Cappuccilli (Trieszt, 1929 – Trieszt, 2005)
- Lelio Casini (Pisa, 1865 – Volterra, 1910)
- Giancarlo Ceccarini (Pisa, n. 1951)
- Paolo Coni (Perugia, n. 1957)
- Giuseppe Danise (Salerno, 1882 – New York, 1963)
- Alessandro Fantini (baritono) (Róma, n. 1967)
- Carlo Galeffi (Malamocco, 1882 – Róma, 1961)
- Tito Gobbi (Bassano del Grappa, 1913 – Róma, 1984)
- Giovanni Guerini (Bergamo, n. 1963)
- Rolando Panerai (Campi Bisenzio, n. 1924)
- Afro Poli (Pisa, 1902 – Róma, 1988)
- Aldo Protti (Cremona, 1920 – Cremona, 1995)
- Angelo Romero (Cagliari, n. 1940)
- Titta Ruffo (Pisa, 1877 – Firenze, 1953)
- Antonio Salvadori (Mirano, 1949 – Pianiga, 2006)
- Vicleffo Scamuzzi (Pisa, 1887 – Pisa, 1955)
- Mariano Stabile (Palermo, 1888 – Milánó, 1968)
- Riccardo Stracciari (Casalecchio di Reno, 1875 – Róma, 1955)
- Giuseppe Taddei (Genova, 1916 – Róma, 2010)
- Carlo Tagliabue (Mariano Comense, 1898 – Monza, 1978)
- Giuseppe Valdengo (Torino, 1914 – Aosta, 2007)

## Basszus-baritonok
- Simone Alaimo (Villabate, n. 1950)
- Ruggero Raimondi (Bologna, n. 1941)

## Altok
- Senesino (Siena, 1686 – Siena, 1758)
- Marietta Alboni (Città di Castello, 1826 – Ville d'Avray, 1894)

## Basszusok
- Sesto Bruscantini (Civitanova Marche, 1919 – Civitanova Marche, 2003)
- Ildebrando D'Arcangelo (Pescara, n. 1969)
- Enzo Dara (Mantova, n. 1938)
- Giuseppe Frezzolini (Orvieto, 1789 – Orvieto, 1861)
- Filippo Galli (lirica) (Róma, 1783 – Párizs, 1853)
- Bonaldo Giaiotti (Ziracco, n. 1932)
- Luciano Neroni (Ripatransone, 1909 – Ripatransone, 1951)
- Ugo Novelli (Campi Bisenzio, 1912 – Firenze, 1968)
- Tancredi Pasero (Torino, 1893 – Milánó, 1983)
- Michele Pertusi (Parma, n. 1945)
- Mario Petri (Perugia, 1922 – Città della Pieve, 1985)
- Ezio Pinza (Róma, 1892 – Stamford, 1957)
- Nicola Rossi-Lemeni (Isztambul, 1920 – Bloomington, 1991)
- Cesare Siepi (Milánó, 1923 – Atlanta, 2010)
- Giorgio Tadeo (Verona, 1929 – Milánó, 2008)
- Aurio Tomicich (Trieszt, n. 1947)
- Giovanni Battista Zonca (Brescia, 1728 – Gambara, 1809)